# 岡本村 (福井県)
岡本村（おかもとむら）は福井県今立郡にあった村。現在の越前市の北東部、粟田部市街地の南東一帯、国道417号沿線にあたる。

## 地理
- 山岳：大谷山

## 歴史
- 1889年（明治22年）4月1日 - 町村制の施行により、不老村、大滝村、岩本村、新在家村、定友村、杉尾村、轟井村、島村、長五村、大平村、八石村、中印村、別印村及び南坂下村の区域をもって、岡本村が発足する。
- 1947年（昭和22年）10月24日 - 昭和天皇の戦後巡幸。昭和天皇が岡本製紙工業協同組合作業場を視察[1]。
- 1956年（昭和31年）9月30日 - 今立町に編入する。

## 村長
- 黒田道珍

## 交通

### 鉄道路線
- 福井鉄道
  - 南越線
    - 岡本新駅 - 定友駅